# Monk Punk
Monk Punk je debutové album finské metalové kapely Waltari vydané v roce 1991 v celé Evropě.

## Skladby
1. „Good God“ – 4:32
2. „Rap Your Body Beat“ – 3:59
3. „Curiosity“ – 5:45
4. „Ride“ – 3:32
5. „Hello“ – 2:43
6. „Sad Song“ – 5:08
7. „Same Old Story“ – 2:49
8. „I Was Born in the Wrong Decade“ – 3:00
9. „Universal Song“ – 4:25
10. „Tired (F.U.C.K. Rap)“ – 4:21
11. „Help“ – 1:39
12. „Isolated“ – 3:42
13. „Hevosenkuva“ – 2:44

## Obsazení
- Kärtsy Hatakka
- Jariot Lehtinen
- Sami Yli-Sirniö
- Janne Parvainen